# 18857 Лалчандані
18857 Лалчандані (18857 Lalchandani) — астероїд головного поясу, відкритий 9 вересня 1999 року.
Тіссеранів параметр щодо Юпітера — 3,558.